# Anantapur, Sedam
Anantapur là một làng thuộc tehsil Sedam, huyện Gulbarga, bang Karnataka, Ấn Độ.